# 3 Księga Machabejska
Trzecia Księga Machabejska – księga Starego Testamentu znajdująca się w Septuagincie, skąd przeszła do prawosławnego kanonu Pisma Świętego jako deuterokanoniczna. Kościół katolicki i Kościoły protestanckie zaliczają ją do apokryfów.
Wbrew tytułowi księga nie ma związku z Machabeuszami, opisuje bowiem wydarzenia, które działy się około 50 lat przed początkiem 1 Księgi Machabejskiej. Opowiada o prześladowaniach Żydów w Aleksandrii za panowania Ptolemeusza IV Filopatora. Przez badaczy nie podzielających przekonania o natchnieniu księgi wydarzenia przedstawione w utworze są uznawane za fikcyjne, a wartość historyczna księgi jest podawana w wątpliwość.